# Deian Sorescu
Deian Sorescu (sinh ngày 29 tháng 8 năm 1997) là một cầu thủ bóng đá người România thi đấu ở vị trí tiền vệ chạy cánh cho Dinamo București.

## Sự nghiệp câu lạc bộ
Sau khi gia nhập Politehnica lúc 10 tuổi, Sorescu trải qua hệ thống trẻ của câu lạc bộ. Lúc 16 tuổi, anh thi đấu theo dạng cho mượn tại Liga III cho Millenium Giarmata, trước khi trở lại Timisoara, nơi anh là một phần của đội hình bổ sung cho đội một. Anh có màn ra mắt cho câu lạc bộ tại Liga II trong mùa giải 2014-15. Một năm sau, anh chơi những phút đầu tiên tại Liga I trong trận đấu trên sân khách trước Petrolul Ploiești.